# Wyderka białolica
Wyderka białolica, wydrzyca afrykańska (Lutra capensis) – gatunek ssaka z rodziny łasicowatych (Mustelidae), szeroko rozprzestrzeniony w Afryce.

## Systematyka
Naukowcy rozróżniają 6 podgatunków wyderki białolicej:
- L. capensis capensis
- L. capensis congica
- L. capensis hindei
- L. capensis meneleki
- L. capensis microdon – wyderka kameruńska
- L. capensis philippsi

## Budowa ciała
Jest największą z wydr Starego Świata i trzecią pod względem wielkości wydrą na świecie po ariranii i kałanie morskim.
|                               | samiec           | samica           |
| ----------------------------- | ---------------- | ---------------- |
| Długość ciała, bez ogona (mm) | 829 (762–880)    | 733 (730–736)    |
| Długość ogona (mm)            | 487 (465–515)    | 500 (495–515)    |
| Długość tylnej łapy (mm)      | 152 (130–170)    | 135 (130–139)    |
| Długość ucha (mm)             | 31 (23–35)       | 28 (28–29)       |
| Masa ciała (kg)               | 15,1 (11,5–21,0) | 12,9 (10,6–14,2) |

Ciało wyderki białolicej jest masywne, a ogon gruby. Oczy i uszy są małe, okrągłe. Wydrzyca ma gęste, błyszczące futro. 
Włos okrywowy ma około 25 mm długości, ale na głowie i na ogonie jest wyraźnie krótszy i jego długość nie przekracza 10 mm. 
Podszerstek jest biały lub białawy, pomarszczony. Górne wargi, część twarzowa, kark, szyja i brzegi uszu oraz część brzuszna są białe. Włosy czuciowe są rozmieszczone zarówno na górnej jak i na żuchwowej części szczęki, i mają barwę przechodzącą od białej do szarej. Palce kończyn przednich są pozbawione pazurów, a tylko 2., 3. i 4. palec tylnych łap jest wyposażony w niewielkie pazury.

## Tryb życia
Żyje w grupach rodzinnych, parami lub pojedynczo. Ciąża trwa około 63 dni. Samica rodzi od 1 do 3 młodych, które otwierają oczy po 16–30 dniach życia. Młode pod opieką matki pozostają do około 60. dnia życia. Po upływie 1 roku usamodzielniają się. W tym mniej więcej czasie uzyskują dojrzałość płciową. W niewoli może osiągnąć wiek nawet ponad 13 lat.
Wyderka białolica pływa i nurkuje równie dobrze jak inne gatunki należące do podrodziny wydr (Lutrinae), choć błona pływna pomiędzy jej palcami jest bardzo krótka. Wydrzyca pływa dzięki silnym tylnym łapom, którymi zagarnia wodę, ale kierunek, w którym płynie jest nadawany przez ogon pełniący funkcję steru. Podczas pływania głowa pozostaje ponad powierzchnią wody.

## Rozmieszczenie geograficzne
Wydrzyca afrykańska zamieszkuje rozległe tereny Afryki: od Republiki Południowej Afryki na południu kontynentu, po Etiopię na jego północnym wschodzie i Senegal na zachodzie.
Powszechnie spotykana jest w Gwinei, Kenii, Liberii, Malawi, Mozambiku, Senegalu, Tanzanii, Zairze, Zambii i Zimbabwe. Rzadziej w Angoli, Beninie, Botswanie, Burkina Faso, Czadzie, Gwinei Bissau, Sierra Leone, Suazi, Ugandzie i Wybrzeżu Kości Słoniowej. Sporadycznie występuje w Republice Środkowoafrykańskiej, Etiopii, Ghanie, Lesotho, Namibii, Nigrze, Nigerii i Rwandzie.

## Ekologia
Wyderka białolica żywi się głównie krabami, których pancerze rozgryza mocnymi zębami. Poza tym zjada również mięczaki, ryby, gady, płazy, ptaki i drobne ssaki.  Aby spożyć pokarm wychodzi na ląd, podobnie jak przedstawiciele innych gatunków wydr. Podczas tej czynności nie kładzie pokarmu na ziemi, lecz trzyma go kurczowo w przednich łapach. 
L. capensis występuje w wolno płynących rzekach, w stawach, zalewach oraz w estuariach i na lądzie. Przebywa również w wodach morskich, jeśli w pobliżu znajduje dostęp do źródeł wody pitnej. Zamieszkuje szczeliny skalne lub jamy pod głazami, nie kopie nor. Nie jest spotykana w basenie rzeki Kongo, zasiedlonym przez wyderkę kongijską (Lutra congica). 

## Znaczenie gospodarcze
Wyderka białolica jest zabijana przez ludzi dla jej futra i innych części ciała. Czasem bywa hodowana jako zwierzę domowe. Wywiera ona również negatywny wpływ na gospodarkę – jest konkurentką dla rybaków w łowieniu ryb, a także może zabijać ptactwo domowe.

## Znaczenie dla ekosystemu
Wyderka białolica przyczynia się do zmniejszenia liczebności krabów, ryb, owadów. Pasożytuje na niej kilka gatunków płazińców oraz glist.